# Katharina Schratt
Katharina Schratt (n. 11 septembrie 1853 în Baden, Austria – d. 17 aprilie 1940  în Viena) a fost o actriță austriacă și metresa lui Franz Joseph al Austriei.

## Biografie

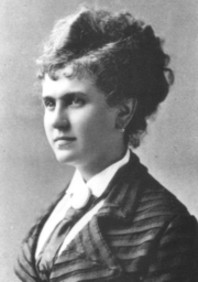
Katharina Schratt

Katharina Schratt a fost singura fiică a unui producător de hârtie Anton Schratt (1804-1883); ea a mai avut doi frați. La vârsta de 6 ani a devenit interesată de teatru. Eforturile părinților ei de a o descuraja, n-au făcut decât s-o ambiționeze. S-a căsătorit cu aristocratul maghiar Nikolaus Kiss de Ittebe în 1879, și a născut un fiu, Anton, în 1880. Schratt și soțul ei s-au separat din motive de incompatibilitate.
La vârsta de 18 ani și-a făcut apariția la Hoftheater la Berlin, atingând un succes considerabil într-un timp scurt. Schratt a părăsit Germania după numai câteva luni, în urma apelului vienezilor să se alăture teatrului din orașul lor. Performanța ei a transformat-o în steaua scenei vienez. A fost una din cele mai populare actrițe din Austria până când s-a retras în 1900.

### Metresă regală
Aparițiile și performanțele Katharinei Schratt de la începutul anilor 1880 la Hofburgtheater l-au captivat pe împăratul Franz Joseph, și ea a fost invitată să joace pentru vizita Țarului Alexandru al III-lea al Rusiei. Curând ea a devenit însoțitoarea lui Franz Joseph. S-a spus că de fapt soția împăratului, împărăteasa Elisabeta, a promovat relația dintre actriță și împărat.
După decesul Elisabetei în 1898, relația lor a continuat, cu o întrerupere (1900/01, din cauza unei diferențe de opinie), până la moartea lui în noiembrie 1916.
Ea a fost recompensată cu un stil de viață generos, inclusiv un conac în apropiere de Palatul Schönbrunn și un palat cu trei etaje pe Ring Kärntner, chiar vizavi de Opera de Stat. În plus, datoriile sale la jocurile de noroc au fost plătite de el. Relația lui Schratt cu împăratul a durat 34 ani.
În ultimii ani ai vieții ei, Schratt a devenit profund religioasă. A murit în 1940 la vârsta de 86 de ani.

## Literatură
- Hannelore Holub: Katharina Schratt. [Illustr.] Ungedruckte Dissertation, Wien 1967.
- Brigitte Hamann (Hrsg.): Meine liebe, gute Freundin! Scrisorile lui Franz Josephs adresate Katharinei Schratt. sunt la biblioteca Österreichischen Nationalbibliothek. Ueberreuter, Wien 1992, ISBN 3-8000-3371-2.
- Georg Markus: Katharina Schratt. Die zweite Frau des Kaisers(A doua soție a împăratului). Amalthea 2004, 5. Auflage (Sonderproduktion), ISBN 3-85002-417-2.
- de  Ralph-Günther Patocka: Schratt, Katharina. In: Neue Deutsche Biographie (NDB). Band 23. Duncker & Humblot, Berlin 2007, p. 519 f.
- B. Hamann: Schratt (Maria) Katharina. În: Österreichisches Biographisches Lexikon 1815–1950 (ÖBL) (Lexiconul biografic austriac). Vol. 11, Editura Academiei Științifice din Viena, 1999, ISBN 3-7001-2803-7, p. 179 f. (Direktlinks auf p. 179, S. 180)